# Arsenalwerk (Kiew)

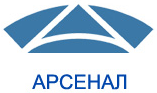
Logo

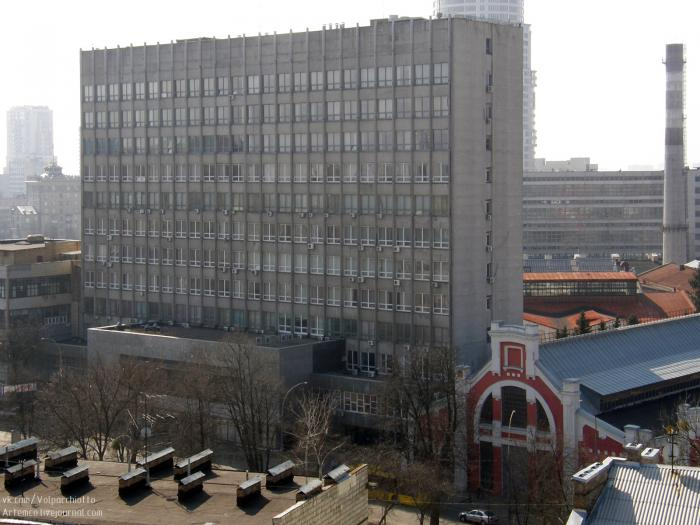
Arsenal SDP SE

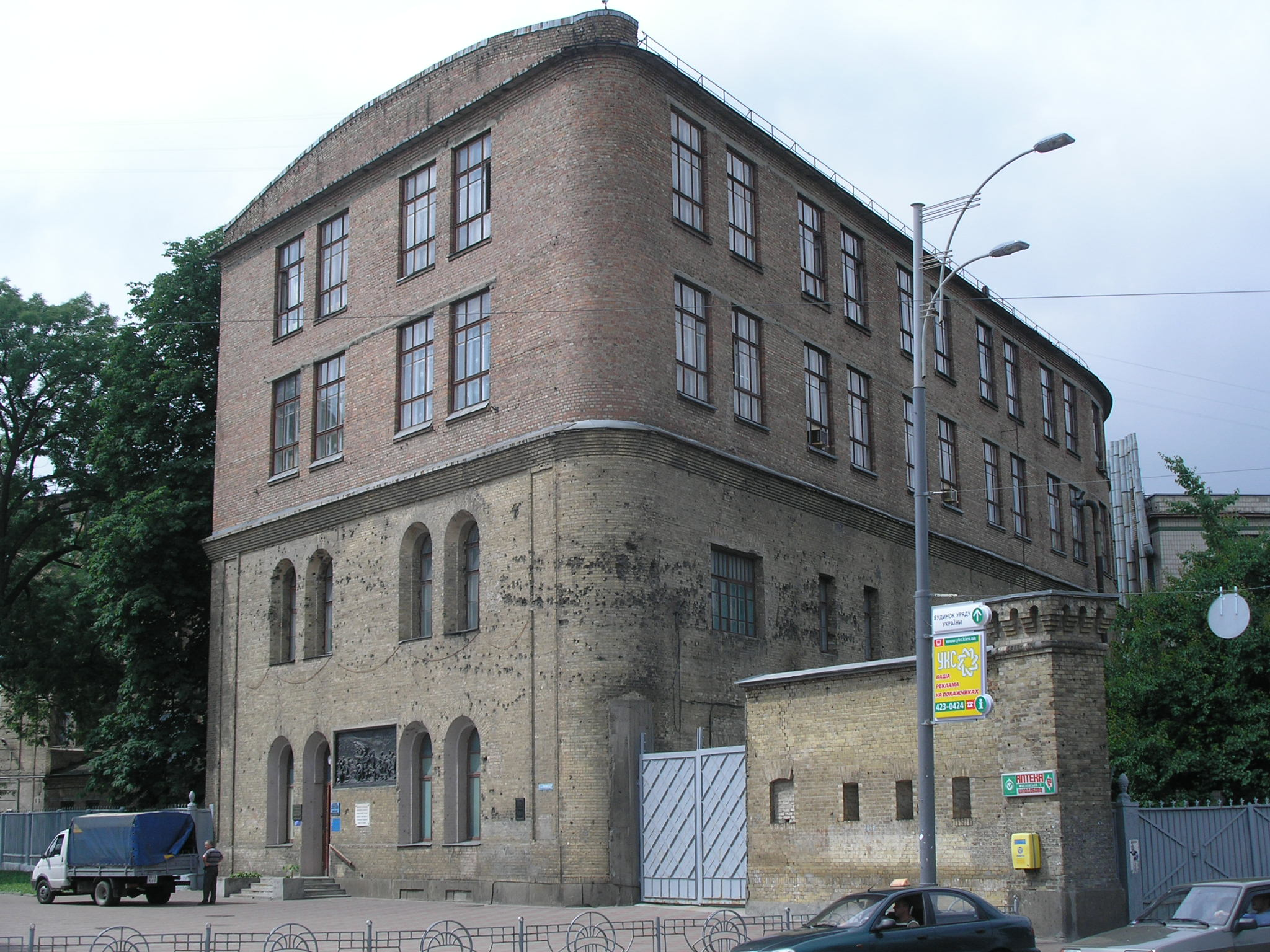
Eines der Gebäude des Arsenalwerkes

Das Arsenalwerk (ukrainisch Завод Арсенал Sawod Arsenal) ist eine der ältesten und berühmtesten Fabriken in der ukrainischen Hauptstadt Kiew. Es wurde 1764 als Reparaturwerkstatt und Produktionsstätte der zaristischen Armee gegründet und befand sich ursprünglich auf dem Kiewer Festungsgelände im Stadtteil Petschersk. Unter den ehemaligen Arbeitern befanden sich die Scharfschützin Ljudmila Pawlitschenko, die vor 1941 in der Fabrik als Schleiferin arbeitete, sowie der Schauspieler Boryslaw Brondukow.
Nach dem Zweiten Weltkrieg wandelte sich das Arsenalwerk zu einem Hersteller optischer Geräte. Anteil hatten hierbei auch in Dresden als Reparation demontierte Anlagen von Zeiss Ikon. Während des Kalten Krieges wurde Arsenal wieder zu einem wichtigen Hersteller für militärische Produkte und beschäftigte Zehntausende von Mitarbeitern. Das Unternehmen spezialisierte sich auf optische Komponenten für Militär und sowjetische Raumfahrt. Die Herstellung von zivilen Produkten spielte bei Arsenal nun eine untergeordnete Rolle. Trotzdem erreichten Fotoapparate der Marke Kiev schon zu Zeiten der Sowjetunion in den sozialistischen Ländern einen hohen Bekanntheitsgrad. Heute gehören zu den traditionell von Arsenal hergestellten Produkten analoge optische Geräte wie Mittelformat-, Stereo- und Kleinbild-Spiegelreflexkameras, Objektive und Ferngläser. In letzter Zeit umfasst das Produktionsspektrum der Firma auch optoelektronische Produkte, Signal- und medizintechnische Einrichtungen.
Derzeit ist das Unternehmen in Staatsbesitz.
Das Arsenalwerk war im Jahre 1918 Schauplatz der Kiewer Arsenalwerk-Revolte. Die Ereignisse um die Revolte dienten dem ukrainischen Regisseur Les Kurbas als Grundlage für seinen Film Арсенальцы (Arsenalzy) von 1925. Auch Oleksandr Dowschenkos 1928 fertiggestellter Film-Klassiker Арсенал (Arsenal) hat die Erstürmung des Arsenalwerks zum Gegenstand.